# Анти-Ахматова
«А́нти-Ахма́това» — книга-антибиография Тамары Катаевой об Анне Ахматовой. Впервые опубликована в июле 2007 года в Москве, в издательстве «ЕвроИНФО». В «Анти-Ахматовой» Катаева подвергла тотальному пересмотру жизнь и, в меньшей степени, творчество Ахматовой.
Выход «Анти-Ахматовой», в короткий срок ставшей бестселлером, повлёк за собой целый шлейф последствий: резкий раскол читательской аудитории на сторонников и противников книги, обострение внутри литературной и филологической среды, появление новых сущностей.

## Издания
Рукопись «Анти-Ахматовой» была окончена в 2005 году и принята в работу петербургским издательством «Лимбус Пресс», главным редактором которого был в то время Виктор Топоров. По утверждению Виктора Топорова, «работа в какой-то момент разладилась по независящим обстоятельствам: издательство переживало не лучшие дни», издание за счёт автора не состоялось, и Катаева ушла в другое издательство — «ЕвроИНФО».
«Анти-Ахматова» была первой книгой, выпущенной новым издательством «ЕвроИНФО» в 2007 году. В том же 2007 году «ЕвроИНФО» выпустило ещё одну книгу — бывшего депутата Государственной Думы Владимира Семёнова «Искусство антигламура, или Практическое пособие по дендизму». С тех пор ни одной новой книги у издательства не вышло.
В 2008 году «Анти-Ахматова» вышла одновременно в двух сериях (одна из которых была создана под «Анти-Ахматову») с разными обложками в минском издательстве «Современный литератор», входящем в издательскую группу «АСТ». Издание 2008 года вышло с самой незначительной редакторской правкой, в нём не были исправлены даже самые грубые ошибки предыдущего издания.

## Вопрос об авторстве
Массовая газета «Московский комсомолец» написала об авторе «Анти-Ахматовой»:

Больше всего обескураживают даже не словесные помои, которые выливаются на Анну Ахматову в книге, а личность автора, который осмелился «покуситься на святое». Тамара Катаева для мира ахматоведов и критиков… никто! Не писательница. Не литературовед. Даже не филолог! Она — педагог-дефектолог. Причем действующий. До «Анти-Ахматовой» она не написала ни одного произведения. Поэтому от 600 страниц эмоциональных излияний, которыми разродилась Катаева, литературный мир впал в ступор.
Мало кто сразу поверил в безоговорочное авторство Тамары Катаевой. Почти все значимые критики «Анти-Ахматовой» как минимум выразили свои сомнения в авторстве Тамары Катаевой, как максимум — сделали предположения о настоящем, по их мнению, авторе.
Масло в огонь подлило то обстоятельство, что Тамара Катаева, приняв участие в одной радиопередаче и дав одно интервью, почти на два года, до выхода следующей книги «Другой Пастернак», прекратила публичные выступления и закрылась для общения.
За загадочностью, приписываемой Тамаре Катаевой историком и ахматоведом Вадимом Черных, стояло, скорее, то же сомнение в её авторстве: «Кто ж она такая, эта Катаева? Оставлю пока свои догадки при себе».
Психолингвист Ревекка Фрумкина была твёрдо уверена, что автор «Анти-Ахматовой» — не Тамара Катаева:

Я думаю, Т. К. — подставное лицо. Если бы не передача по «Эху» и отзывы остолбеневших психически здоровых людей, я и писать бы не стала. Книга РАССЧИТАНА на скандал. Я выразила сомнение в здоровье автора. Скандал несостоявшийся — это его/её провал. <…> То, что якобы «автор» Т. Катаева — дефектолог, скорее всего, правда, но никакого отношения к делу не имеет. <…> Я думаю, Катаева — подставное лицо, а подлинный автор — обиженный жизнью или ищущий славы Герострата.
Самой распространённой версией авторства «Анти-Ахматовой» стала версия авторства Виктора Топорова, написавшего к «Анти-Ахматовой» предисловие.
Главный редактор журнала «Новый мир» Андрей Василевский: Топоров сделал бы это лучше.
Одна из блогеров-тысячников Живого журнала, разместившая в своём блоге резко отрицательную рецензию на «Анти-Ахматову», высказала предположение о причастности к написанию книги известного сценариста Александра Александрова. Причиной такого предположения были взвешенные аргументы Александрова в пользу «Анти-Ахматовой» и против самой Ахматовой, размещённые в комментариях к посту с рецензией.

На этот пост много резко отрицательных коментов дал grandbadger — сценарист А. Александров. Он так ненавидит Ахматову, что я начинаю думать, что между ним и Катаевой есть какая-то связь.
При этом все комментарии Александрова к своему посту блогер уничтожила. Сам Александров примерно через месяц после этой бесплодной дискуссии умер.
Крымский краевед высказал комическое, никакими фактами не подтверждающееся предположение об авторстве литературоведа Олега Лекманова.
Когда сомнения в авторстве Тамары Катаевой отпали почти у всех, обычно корректная актриса Алла Демидова не сдержалась в её адрес и назвала «бабой»:

«Анти-Ахматова» — ужасная книжка, написала её какая-то, простите меня, баба, которая говорила, что Ахматова только и занималась тем, что делала свою биографию, совершено забывая о том, что стоит за творчеством Ахматовой.
Актёр Ефим Шифрин:

Меня, достаточно знакомого с Тамарой Катаевой для того, чтобы уверить вас в её писательской искренности, до сих пор поражают дикие домыслы на её счет и даже странная уверенность в том, что такой писательницы вовсе не существует.

## Сторонники и противники «Анти-Ахматовой»
Сразу по появлению книги мнения читателей разделились на полярно противоположные и столь же эмоциональные, как и сама «Анти-Ахматова».
Поэт Игорь Сид:

Очень давно не возникало этого ощущения: ВЕЛИКАЯ КНИГА…
«Анти-Ахматова» величественна не в литературном или научном смысле, — конечно, можно высказать к ней много локальных претензий, — а в плане философском и социокультурном.
Книга наконец-то развенчивает миф об Ахматовой, который весь опирается на вековечную российскую потребность в создании кумира и бездумном ему поклонению. Представлен колоссальный фактологический материал…
О том, как Анна Андреевна всю жизнь подчищала и переписывала свою биографию, приходилось читать и раньше. Поэт она, конечно, по-своему талантливый, но не сравнимый по масштабу с её великими современниками, не прилагавшими, в отличие от неё, таких титанических пиар-усилий по повышению и закреплению собственного статуса. И конечно же, только на запустевшем, в результате эмиграции и репрессий, культурном поле советской России мог вырасти этот, не побоюсь сказать, циклопический прижизненный монумент «Королевы Поэзии». Тотальный позорный блеф и фальсификация длиной в жизнь…

Перелистывая эту потрясающую книгу, я на каждой странице испытываю новое дикое облегчение. Кто-то когда-то должен был назвать вещи своими именами. Не то чтобы: «Король-то голый!», — а что никакого короля попросту нету.
Одно из самых коротких определений «Анти-Ахматовой» дала культуролог Екатерина Дайс:

Это книга о том, как можно в России создать себе дутую репутацию по всем пунктам: семья, любовь, талант (в даном случае — гений), порядочность, голод, гонения. И все будут — из рабского преклонения верить. <…> Это книга — о зазоре между мифом и реальной личностью, которой он был сконструирован.
Певица Земфира:

Мне на день рождения подарили книгу «Анти-Ахматова». Гадкая книженция. Не читал? Говорят, бестселлер. Столько грязи вылито на поэтессу, что её тяжело читать. Просто невозможно.
Искусствовед Григорий Ревзин:
…Глубоко отвратительная книга Тамары Катаевой «Анти-Ахматова».
Культуролог Екатерина Дайс:

Я, кстати, дочитала «Анти-Ахматову», и не знаю, посильнее ли это «Фауста» Гёте, но впечатление оставляет после себя такое, что хочется ввести критерий оценки людей: если книга понравилась, то — да… Какой же грандиозный миф был разоблачён, и как мы все его долго терпели.
Какая потрясающая смелость в разбивании стереотипов, не без преувеличений, с повторами и излишними эмоциями…
Литературный критик Вадим Нестеров:

Книжка вздорная и бабская.
Литературный критик Григорий Амелин:

Хоть бы кто разъяснил Катаевой, что жанрово именно её книга — классическое лоскутное одеяло, центон, а искусством её труд мог бы стать при условии владения элементарной комментаторской техникой (плюс приемлемый общеобразовательный багаж). У Катаевой же по чудному цветовому полю достойных цитат — чёрные жирные нитки хулительных примечаний, выдающие оголтелую и злобную безграмотность автора. В самый раз для простецкого ватного китча — продаваться на рынке будет бесперебойно. Да и то, нужно заметить, китч все же обладает собственным скромным обаянием, а это изделие просто дешёвка, созданная по вековым канонам почти что доносительской традиции. Дамочка подслушала что-то в замочную скважину, подсмотрела из-за угла (то бишь прочитала в мемуарах), проинтерпретировала по мере сил («в назидание молоденьким девушкам») — и в издательство.
Дмитрий Быков и Наталья Иванова — ведут против «Анти-Ахматовой» и Тамары Катаевой последовательную литературную борьбу. Если Иванова пишет об «Анти-Ахматовой» пресно, то Быков в пылу односторонней полемики приписывает Тамаре Катаевой душевную болезнь:
После книги Тамары Катаевой «Анти-Ахматова» — книги, свидетельствующей не столько о личной авторской неприязни к героине, но скорее уж об утрате психической адекватности (о филологической речь вообще не идёт)…
…Чудовищный по наглости и безграмотности том Тамары Катаевой (будем милосердны к явной душевной патологии автора).
Две актрисы, специализирующиеся на исполнении стихов Анны Ахматовой, — Светлана Крючкова и Алла Демидова — ведут против «Анти-Ахматовой» последовательную публичную борьбу, при всяком удобном случае негативно упоминая эту книгу в интервью и выступлениях. При этом Демидова обращает внимание слушающих на творчество Ахматовой, полностью опуская разговор о её жизни, Крючкова же оправдывает жизнь Ахматовой общими и особыми обстоятельствами и считает её поведение в этих обстоятельствах безупречным. Имя автора «Анти-Ахматовой» актрисами демонстративно не называется.
Виталий Вульф в диалоге с Татьяной Москвиной:

- Вульф. Вышла гнуснейшая книжка про Ахматову «Анти-Ахматова» безвестной сочинительницы, «развенчивающая» великого поэта. Когда я в книжном магазине стал листать эту дрянь, то понял, что способен дать по физиономии…
- Москвина. Вот именно! Очень уж мы нежные! А была хорошая форма в старину: воскликнуть «вы подлец, милостивый государь!» — и пощёчина. Только надо не за себя, а за других вступаться, особенно, если они уже умерли и не могут сами за себя постоять. Пощёчина — это здорово!
- Вульф. Не думаю, что насильственные акты помогут, хотя… может, и стоит попробовать. Как-то жизнь подталкивает. Вернемся к нашей главной теме…

Диалог Екатерины Дайс с читателем её Живого журнала:

- Читатель. Ужасно всё это про Ахматову. Вы с этим согласны?
- Дайс. Ужасно — про русскую культуру, в которой возможны такие грандиозные мистификации, при вскрытии которых через сорок лет после смерти главной героини толпа восторженных поклонников начинает бить батогами автора, взявшего на себя этот труд.

### Виктор Топоров — «крёстный отец» «Анти-Ахматовой»
«Женщина-берсерк, не то воспитательница, не то парикмахерша, честь открытия которой принадлежит критику Топорову», — написал, намеренно утрируя, Лев Данилкин об авторе «Анти-Ахматовой» Тамаре Катаевой и «крёстном отце» «Анти-Ахматовой» — литературном скандалисте Викторе Топорове.
В судьбе «Анти-Ахматовой» Виктор Топоров сыграл одну из ключевых ролей. Он был первым редактором книги в издательстве «Лимбус Пресс»; написал предисловие к первому изданию, без изменений перешедшее во второе издание; написал несколько колонок в различные СМИ, в которых не просто уточнял место и значение «Анти-Ахматовой» в русской литературе, но и давал свои комментарии к другим рецензиям и отзывам о книге. Наконец, в собственной книге «Креативная редактура» Топоров посвятил «Анти-Ахматовой», как образцу успешного авторского (противопоставленного издательскому) проекта, отдельную главу.
Литературный критик Григорий Амелин:
Тут-то Виктор Леонидович Топоров на помощь выискался — немножко скандалом запахло! Но прежде, чем выводить на роковой дебют старлетку, все же ознакомил бы протеже хоть поверхностно с историей советской цензуры, рассказал, например, о журнале «Русский современник», проверил цитаты (а то много конфузов вышло), послал бы на выставку Модильяни (убереглась бы от позора), заставил прочитать, ну, хотя бы Романа Тименчика и Александра Жолковского, попросил сократить все ровно вполовину (по три-четыре раза идут повторы) и т.д.
Протоиерей и литератор Михаил Ардов, знавший Ахматову лично, дал торжественную клятву, что не только не будет читать «Анти-Ахматову», но и не возьмёт её в руки.

### «Анти-Ахматова» и Александр Жолковский
Филологическим и литературоведческим фоном для появления и развития истории «Анти-Ахматовой» был Александр Жолковский и его «ахматоборческие» работы. Интервью Жолковского Дмитрию Быкову, опубликованное в «Огоньке» 6 августа 2007 года, было первым публичным откликом на выход «Анти-Ахматовой» и сыграло роль детонатора в скандале с «Анти-Ахматовой», вышедшим за рамки только литературы.
Виктор Топоров даже не предположил, а написал утвердительно, что
Теоретическая подкладка «Анти-Ахматовой» — статьи и высказывания Александра Жолковского…
Прямую связь «Анти-Ахматовой» с работами Жолковского Тамара Катаева опровергла:

— А когда вы поняли, что всерьёз готовы взяться за Ахматову?
— Это не было эпохальным событием. Поговорила дома, рассказала знакомым, выписала цитатки, написала комментарий. Потом оказалось, идея в воздухе носилась…
— Вы имеете в виду Жолковского?
— Да. Я его прочитала, уже написав книжку, поэтому, естественно, не упомянула. Но он не обиделся, он человек с юмором.

Александр Жолковский:
Полезность книги Катаевой, при всех её недостатках, в том, что она привлекает внимание к теме, табуируемой ахматоведческим истеблишментом.
Олег Юрьев:
В некотором смысле литературоведение и литкритика являются сферой обслуживания — обслуживания ли читателя, обслуживания ли писателя, но обслуживания. Секундарным производством. И этот всплеск «понимания об себе» (которого, например, у формалистов не было, даже когда они писали романы) объясним из исторических социальных реалий позднесоветского социума — как и многое в нынешней ситуации.
Другая (и более актуальная) сторона всего этого — распахнутая дверь в являющуюсь «содержанием настоящего момента» агрессию самореабилитирующегося и переходящего в культурное наступление советского хама, который пользуется подработками «бунтующих филологов» в несколько иных целях. Жолковский не знаю где назвал «Анти-Ахматову» полезной — несомненно, ему и кажется, что она полезна — но где-то (может быть, там же) он же сказал, что чувствует себя Иваном Карамазовым. Значит, понимает где-то, в чём дело.

Андрей Василевский: «Если представить себе ахматовский миф как квази-религиозный культ, то: Александр Жолковский — это сложный просвещённый „атеизм“; Тамара Катаева — грубый „атеизм“ типа „это всё попы придумали“, „Гагарин в небо летал, а бога не видел“ и т. д».

### Елена Чуковская против «Анти-Ахматовой»
Почти сразу по выходе «Анти-Ахматовой» Елена Чуковская через «Российскую газету» заявила о нарушении своих прав на написанные её матерью «Записки об Анне Ахматовой»:
К своему изумлению, я обнаружила, что из 560 страниц 61 страницу занимают надерганные цитаты из «Записок об Анне Ахматовой» моей матери Лидии Корнеевны Чуковской. Я бы хотела подчеркнуть, что Лидия Корнеевна никогда не разрешала печатать отрывки из своих записок, сколько её ни уговаривали. Потому что всегда считала, что никакая часть не передаст целиком облика её героини — Анны Ахматовой. А тут автор позволяет себе выдёргивать клочки — иногда три слова, иногда пять, иногда абзац, ставит точку, где ей захочется, — и продолжать своими репликами, выделенными жирным шрифтом. Что это за отношение к авторскому тексту? Я хочу заметить, что никто не отменял у нас авторского права, и я веду консультации со своими юристами на предмет защиты принадлежащих мне прав на произведения моей матери.
Однако, ни тогда, ни позже Чуковская иск к Тамаре Катаевой не подала. Основной же претензией Чуковской к Катаевой была та, что Катаева «не знает, не любит и не понимает своего героя».

### Дмитрий Воденников и «Анти-Ахматова»
Поэт Дмитрий Воденников, в профиле Живого журнала которого записано перефразированное ахматовское «какой уж есть, желаю вам другого», перенёс свои глубоко личные отношения с Ахматовой и на «Анти-Ахматову»:
…У меня с Ахматовой какая-то почти астральная связь. Когда в своё время я читал «Анти-Ахматову» Катаевой, я испытывал очень сложную гамму чувств — от стыда до смеха. Я перечитывал книгу два раза, и у меня от неё осталось острое ощущение собственного несовершенства.
Покаянное чтение Воденниковым «Анти-Ахматовой» вызвало горькую отповедь ахматоведа Ирины Служевской в её Живом журнале:
Ахматова в России переживает скверное время. Если читают её, то говорят об окаменелости и даже обизвествленности её стихов (близкие медицинские ассоциации — разрыв сосудов, инфаркт). Если читают о ней, упоминают «Анти-Ахматову», которую поэт Воденников, например, перечитал два раза, плача и жалея анти-героиню. Лучше бы, радуясь, В. Н. Топорова перечитал, или Бродского, или Наймана. Логике неподвластно.
Но у поэта своя логика. За полтора года до этого Воденников оставил запись в своём Живом журнале:
…Читая книгу — испытываешь стыд. Не за автора. А за себя и Ахматову. Именно в такой последовательности. Потому что Ахматову не тебе судить. А все остальное — очень наглядно.
Так как Ахматова просто эту поэтическую нечистоту всех пишущих аккумулирует (как более уязвимая, как концентрат).
И всё время ловишь себя на том, что улыбаешься. Криво.
Ибо читаешь как бы про себя.

Потому что всё — правда.
Меньше чем через два месяца после этой записи Воденников опубликовал на сайте Взгляд.ру посвящённое Елене Шварц эссе «Тяжёлый случай нарциссизма», в котором почти буквально повторил свою фразу об «Анти-Ахматовой»:
…Всё, что написано в книге «Анти-Ахматова», — правда.
Именно эту цитату со ссылкой на Взгляд.ру с четырьями другими цитатами (Майи Кучерской в «Ведомостях», Ксении Лариной на «Эхе Москвы», Михаила Трофименкова в «Коммерсанте», Михаила Короедова в Glamour) издательство «Современный литератор» вынесло на заднюю обложку нового издания «Анти-Ахматовой» 2008 года.
Не видевший нового издания Воденников принял эту цитату с чужих слов за цитату из своего Живого журнала:

Вообще это называется — наглость.
Эта фраза была взята из моего блога, из поста, где я говорил о себе. Что я имел в виду, люди, это взявшие, осознать не могут (да им и не нужно).
Однако это не отменяет того, что ни эта, ни какая другая фраза из моего ЖЖ, вырванная из контекста, не предназначалась и не предназначается для использования на последней обложке ни для каких коммерческих или благотворительных целей.
Ни в одной книге.
Даже если это будет «Филипок» Льва Николаевича Толстого.
Без моего разрешения.
Надеюсь, что я выразился достаточно понятно.
- Предлагаю продолжить в том же духе: «Всё, написанное в книге „Муму“ Тургенева, — правда!» Д. Воденников.

Ни в какие судебные разбирательства с издательством Воденников, однако, не вступил.

## Лёгкое/трудное чтение
Противоречивость и неоднозначность «Анти-Ахматовой» проявилась даже в том, насколько противоположно оценивали читатели лёгкость/трудность чтения этой книги.
Культуролог Екатерина Дайс:
Читаю как детектив. Просто невозможно оторваться.
Журналистка Гузель Агишева:
Есть же весьма правдивые книги — та же «Анти-Ахматова» Катаевой, чтение которых — сущий сопромат, преодоление себя, одолевая страницу за страницей, ты почти уговариваешь себя продолжать чтение, раз уж начала.

## Ошибки в «Анти-Ахматовой»
Перепутаны между собой стихотворение А. Тарковского «Стол накрыт на шестерых…» и связанное с ним последнее стихотворение М. Цветаевой «Всё повторяю первый стих…» Одно из них ошибочно упомянуто вместо другого.
«Шекспировский» пятистопный ямб, которым Васисуалий Лоханкин (персонаж романа И. Ильфа и Е. Петрова «Золотой телёнок») обращается к жене, назван гекзаметром.

## «Анти-Ахматова» в филологии
«Анти-Ахматова» включена в научный оборот, ссылки на неё присутствуют в ряде исследовательских статей и филологической диссертации:

Факт яркого проявления в поэзии А. Ахматовой личности поэта отмечен уже её первыми исследователями (В. В. Виноградов, Б. М. Эйхенбаум, В. М. Жирмунский). В настоящее же время о жизни и творчестве А. Ахматовой складывается неоднозначное мнение. Сравнительно недавно вышедшие публикации свидетельствуют об очередном изменении отношения к поэту и о стремлении пересмотреть традиционно сложившийся облик А. Ахматовой (Жолковский 1996, Богомолов 2004, Катаева 2007).
Книга Катаевой была предметом рассмотрения на конференции «Биография в истории культуры», прошедшей в июне 2009 года в Институте мировой литературы им. А. М. Горького РАН.

### «Анти-Ахматова»
- Катаева Т. Анти-Ахматова / Предисл. В. Топорова. — М.: ЕвроИНФО, 2007. — 560 с. — ISBN 5-87532-070-2
- Катаева Т. Анти-Ахматова. — Мн.: Современный литератор, 2008. — 765 с. — (Серия «Исторические личности»). — ISBN 978-985-14-1552-2
- Катаева Т. Анти-Ахматова. — Мн.: Современный литератор, 2008. — 765 с. — (Серия «ЯЯ»). — ISBN 978-985-14-1552-9 (ошибоч.)

#### Публикации фрагментов
- Катаева Т. Главы из книги «Анти-Ахматова»: «Респектабельные символы», «Table Talks», «Пушкинистка»[84] // Полит.ру. — 27 сентября 2007 года.

### Об «Анти-Ахматовой»

#### Рецензии и отзывы
- Амелин Григорий. Пунические войны // Русский Журнал. — 30 августа 2007 года.
- Ардов Михаил. «Пора вводить разумную цензуру»[85] // Известия. — 17 августа 2007 года.
- Барсова Наталья, Молчанова Ирина. «Грязная оборванная психопатка». Такой предстаёт Анна Ахматова в книге, взорвавшей литературный мир Петербурга // МК в Питере. — 29 августа 2007 года.
- Биография «Анти-Ахматова» взрывает книжный рынок // DP.ru. — 6 сентября 2007 года.
- Босенко Валерий. Между Ждановым и ЖЭКом // Литературная газета. — № 47-48(61148). — 28 ноября 2007 года.
- Бушин В. Сумасшествие от зависти // Дуэль. — № 45(543). — 6 ноября 2007 года.
- Быков Дмитрий. Суд над Ахматовой. Снова пострадала, и снова в августе (Интервью с Александром Жолковским) // Огонёк. — № 32. — 6-12 августа 2007 года.
- Быков Дмитрий. Другая Катаева // Профиль. — № 29(632). — 17 августа 2009 года.
- Валикова Дарья. Книга без поэта // Литература. — 24 ноября 2007 года.
- Воденников Дмитрий. Запись в ЖЖ. 13 октября 2007 года.
- Воденников Дмитрий. Запись в ЖЖ. 30 сентября 2008 года.
- Воденников Дмитрий. Ответы на опрос OpenSpace.ru по поводу 120-летия Анны Ахматовой // OpenSpace.ru. — 23 июня 2009 года.
- Гаврилов Александр. Об «Анти-Ахматовой» на программе «Свобода в клубах» радиостанции «Свобода» 26 августа 2007 года.
- Гаврилов Александр. Вывести на чистую воду и утопить в ней. Запись в ЖЖ. 17 августа 2009 года.
- Ганина Наталия. Ахматова в переводе Гоблина // Правая.ru. — 29 августа 2007 года.
- Дайс Екатерина. «Анти-Ахматова» Тамары Катаевой. Запись в ЖЖ. 28 марта 2009 года.
- Дайс Екатерина. The End. Запись в ЖЖ. 4 апреля 2009 года.
- Дайс Екатерина. Инсайт про Ахматову, великих поэтов и великих князей. Запись в ЖЖ. 6 апреля 2009 года.
- Данилкин Лев. [Рецензия на книгу:] Тамара Катаева. «Анти-Ахматова» // Афиша. Все развлечения Москвы. — 2007. — № 32. — 22 октября 2007 года.
- Етоев Александр. Ахматова и Анти-Ахматова. Глава из книги «Экстремальное книгоедство. Книга-мишень» // Прочтение. — 12 ноября 2009 года.
- Жолковский Александр. Ахматова-2007 // Русский Журнал. — 3 ноября 2007 года.
- Жолковский А. К. «Анти-Катаева». Интервью[86] // Жолковский А. К. Осторожно, треножник! — М.: Время, 2009. — С. 391—395.
- Зайонц Марина. Даём подробности! // Итоги. — 2007. — № 34.
- Звягина М. Ю. Апокрифы нового времени. [Рецензия на книгу: Катаева Т. Анти-Ахматова. — Минск: Современный литератор, 2008.] // Вопросы лингвистики и литературоведения. — 2009. — № 2 (6). — С. 65-67.
- Иванова Наталья. Мифотворчество и мифоборчество // Знамя. — 2007. — № 11.
- Короедов Михаил. Анти-Ахматова — Тамара Катаева // Glamour. — 2007. — Октябрь.
- Кочеткова Наталья. Негатив на кумира // Известия. — 17 августа 2007 года.
- Кралин Михаил. Грустное сегодня. Запись в блоге. 15 августа 2009 года
- Кузнецова Юлия. Контр-Катаева // Народная трибуна Санкт-Петербурга. — 2 ноября 2008 года.
- Курчатова Наталия. [Рецензия на книгу:] Анти-Ахматова (недоступная ссылка) // TimeOut Санкт-Петербург — 25 сентября 2007 года.
- Кучерская Майя. Не только за это (недоступная ссылка) // Ведомости. Пятница. — № 33(70). — 31 августа 2007 года.
- Лаврентьев Максим. Право «заподазривать» святыню // Литературная газета. — № 47-48(61148). — 28 ноября 2007 года.
- Лебедева Наталья. Гильотина для звезды (Интервью с Еленой Чуковской) // Российская газета. — 22 августа 2007 года.
- Левитас Лариса. Ахматова — жена Сталина? (Интервью с Виктором Топоровым и Тамарой Катаевой) // СПИД-инфо. — № 23. — 2007. — Ноябрь. — С. 34-35.
- Немировский Александр. Чёрная Магия и её Разоблачение, или Как Тамара Катаева Владимира Шилейко в сумасшедший дом посадила. Запись в ЖЖ. 1 февраля 2009 года.
- Нестеров Вадим. Разговор дефектолога с поэтом // Газета.ру. — 22 августа 2007 года.
- Нестеров Вадим. И по камешку, по кирпичику… Запись в ЖЖ. 23 августа 2007 года.
- Николаева Олеся. Ахматова как олигарх // Новая газета. — № 65. — 27 августа 2007 года.
- Новикова Лиза. [Рецензия на книгу:] Тамара Катаева. Анти-Ахматова. М.: Евроинфо, 2007 // Коммерсантъ. — № 151(3727). — 23 августа 2007 года.
- Сид Игорь. «Анти-Ахматова»; «Одесса в рус. поэзии»; «Из Африки». Запись в ЖЖ. 19 июля 2009 года.
- Рубинчик Ольга. Литература на букву «А» // Новая газета (СПб.). — № 18. — 17-19 марта 2008 года.
- Скульская Елена. Записки к N… «Возможна ли женщине мертвой хвала?» (недоступная ссылка) // День за Днем (Эстония). — 28 декабря 2007 года
- Слабких К. [Рецензия на книгу:] Тамара Катаева. Анти-Ахматова // Вопросы литературы. — 2009. — № 1. — С. 352—355.
- Тилло Ксения. Осколки серебряного века. На выход книги Тамары Катаевой «Анти-Ахматова» (Издательство «ЕвроИНФО», 2007). — Голоса Сибири. — Вып. 6.
- Топоров Виктор. Предисловие // Катаева Т. Анти-Ахматова. — М.: ЕвроИНФО, 2007. — С. 5-6.
- Топоров Виктор. «В этой книге ничего вредного»[85] // Известия. — 17 августа 2007 года.
- Топоров Виктор. Но, Боже, как их замолчать заставить! // Взгляд. — 18 августа 2007 года.
- Топоров Виктор. Литературные андроиды. Глава из книги «Креативная редактура» (недоступная ссылка) // Прочтение. — 26 мая 2009 года.
- Трауберг Наталья. Об «Анти-Ахматовой» на программе «Свобода в клубах» радиостанции «Свобода» 26 августа 2007 года.
- Трофименков Михаил. Поэма с антигероем. Скандальная книга об Анне Ахматовой // Коммерсантъ-СПБ. — № 146(3722). — 16 августа 2007 года.
- Трофименков Михаил. [Рецензия на книгу:] Тамара Катаева. «Анти-Ахматова» // GQ. — 2007. — № 12.
- Фанайлова Елена. Об «Анти-Ахматовой» на программе «Свобода в клубах» радиостанции «Свобода» 26 августа 2007 года.
- Фрумкина Ревекка. Какого чёрта?.. // Полит.ру. — 28 сентября 2007 года.
- Фрумкина Ревекка. Новая публикация — вместо рецензии. Запись в ЖЖ. 28 сентября 2007 года.
- Черных В. [Рецензия на книгу:] Тамара Катаева. Анти-Ахматова. М., ЕвроИНФО, 2007. 560 с. 3000 экз. В рукописи. 6 августа 2007 года[87].
- Шифрин Ефим. Кто такая? Запись в ЖЖ. 25 февраля 2010 года.
- Шубинский Валерий. Антибиографии: неистовых баб басни // OpenSpace.ru. — 20 июня 2008 года.
- Sonkin Victor. Salon. Tamara Katayeva has written а 600-page-long assault on the famous poet Anna Akhmatova // The Moscow Times. 2007. August, 24.
- Uchilko. [Рецензия на книгу:] Тамара Катаева, «Анти-Ахматова» // Училкин блог. — 17 декабря 2009 года.

#### Упоминания
- Агишева Гузель. Незащищённые души // Известия. — 18 ноября 2009 года.
- Ардов Михаил. Интервью Владимиру Ойвину // Портал-Credo.Ru. — 2009.
- Архипов Юрий. В то время я гостила на Земле… // Литературная Россия. — № 36. — 11 ноября 2009 года.
- Богомолов Николай. Поэтов Серебряного века мы читаем с купюрами // День за днём. — 17 ноября 2010 года.
- Борзенко Виктор. Чтение между строк. Светлана Крючкова познакомила москвичей с Ахматовой и Цветаевой // Новые известия. — 8 февраля 2010 года.
- Бушков Александр. Интервью Льву Данилкину (недоступная ссылка) // Афиша. — 3 июля 2008 года.
- Быков Дмитрий. Поза Ахматовой // GZT.ru. — 9 июня 2009 года.
- Быков Дмитрий. Могу. К 120-летию со дня рождения Анны Ахматовой // Русская жизнь. — 17 июня 2009 года.
- Быков Дмитрий. На судне // Что читать. — 2009. — сентябрь.
- Венцлова Томас. Неустойчивое равновесие. Интервью.
- Воденников Дмитрий. Тяжёлый случай нарциссизма // Взгляд.ру. — 5 декабря 2007 года.
- Дедина Елена. Наши грехи — это не святость // Литературная Россия. — № 21. — 29 мая 2009 года.
- Демидова Алла. Сколки времени — «Письма к Тому». Алла Демидова в передаче Майи Пешковой «Непрошедшее время» // Эхо Москвы. — 7 марта 2010 года.
- Демидова Алла. Интервью Борису Берману и Ильдару Жандарёву в программе «На ночь глядя» // Первый канал. — 9 марта 2010 года.
- Демидова Алла. «Вкус к поэзии мне привила „Таганка“» // Театрал. — № 2 (80). — 2011. — Февраль.
- Жолковский А. К. Осторожно, треножник! Ответ оппоненту[88] // Русский Журнал. — 30 июля 2008 года.
- Завгородняя Дарья. Осип Мандельштам — Анне Ахматовой: «Эти ваши строки можно удалить из моего мозга только хирургическим путём» (Интервью с Аллой Марченко) // Комсомольская правда. — 23 июня 2009 года.
- Земфира. Да и я, в общем, уже не девочка. Дата обращения: 9 июня 2010. Архивировано из оригинала 12 июля 2012 года.. (Интервью Владимиру Полупанову) // TopPop.ru. — 19 ноября 2007 года.
- Иванова Наталья. Подмена // OpenSpace.ru. — 30 января 2009 года.
- Иванова Наталья. Гламуризованный сырок // OpenSpace.ru. — 30 июня 2009 года.
- Иванова Наталья. Литературный герой и символический капитал // OpenSpace.ru. — 7 сентября 2009 года.
- Козлова А. В писательской бане (недоступная ссылка) // Московский корреспондент. — 11 февраля 2008 года.
- Копылова Вера. Анна небесная. 120 лет великому поэту (Интервью с Аллой Марченко) // Московский комсомолец. — № 28085. — 23 июня 2009 года.
- Кочеткова Наталья. Публицист Тамара Катаева: «Писала о нём, а думала о своем». Автор скандальной «Анти-Ахматовой» теперь выпустила книгу «Другой Пастернак» (Интервью с Тамарой Катаевой) // Неделя. — 21 августа 2009 года.
- Кравченко Ирина. Жизнь нарасхват // Огонёк. — № 47 (5156). — 29 ноября 2010 года.
- Крючкова Светлана. Интервью Ксении Лариной в программе «Дифирамб» // «Эхо Москвы». — 14 февраля 2010 года.
- Кузьмин Дмитрий. Про мифы и солидарное чтение. Запись в ЖЖ. 31 июля 2008 года.
- Латынина Алла. «В оценке поздней оправдан будет каждый час…» Алла Марченко об Анне Ахматовой // Новый мир. — 2009. — № 8.
- Левкин Андрей. Термин: «Солидарное чтение» // Русский Журнал. — 17 сентября 2007 года.
- Марченко Алла. Неизвестные страницы жизни Анны Ахматовой (Интервью Дарье Завгородней) // Комсомольская правда. — 17 июня 2009 года.
- Марченко Алла. Анна Ахматова: сначала женщина, потом — поэт (Интервью Дарье Завгородней и Оксане Птушко) // Комсомольская правда на Украине. — 26 июня 2009 года.
- Мешков Валерий. Евпатория и «ахматоведы» // Евпаторийская здравница. — 2009. — Июнь-июль.
- Мирошкин Андрей. Узор по судьбе (Интервью с Аллой Марченко) // Российская газета. — 19 ноября 2009 года.
- Москвина Татьяна. На опасных поворотах (Интервью с Виталием Вульфом) // Аргументы недели. — № 49(83). — 5 декабря 2007 года.
- Перцов Николай. О феномене демифологизации классиков в современной культуре (в связи с «детской резвостью» двух почтенных профессоров) // Русский Журнал. — 23 июля 2008 года.
- Проклов Антон. Любовный треугольник Анны Ахматовой теперь на экране // Свободная Пресса. — 25 августа 2009 года.
- Ревзин Григорий. Сдвиг по Хмельницкому // Проект Классика. — 31 марта 2008 года.
- Рубинчик Ольга. [Рецензия на книгу:] В. А. Черных. Летопись жизни и творчества Анны Ахматовой. 1889—1966 / Изд. 2-е, испр. и доп. — М.: Индрик, 2008. — 768 с., илл. — Тираж 1000 экз. // Toronto Slavic Quarterly. — № 32.
- Сарнов Бенедикт. «Доктор Живаго» в «отмывании» не нуждается (недоступная ссылка) // Голос Америки. — 15 декабря 2010 года.
- Семёнов Алексей. «Февраль. Достать чернил и…» Борису Пастернаку 120 лет // Городская среда. — № 6(43). — 17-23 февраля 2010 года.
- Степанов Евгений. Последние неакадемические комментарии — 4. «Нет сил человеческих…», или два подхода к событиям июля 1914 года. Начало войны, август 1914 // Toronto Slavic Quarterly. — № 32.
- Стешенко-Григорьева Надежда. От великой — до смешной. Актриса Светлана Крючкова: «С судьбой Ахматовой у меня много мистических совпадений…» (Интервью со Светланой Крючковой) // Зеркало недели. — № 22 (701). — 14-20 июня 2008 года.
- 120 лет со дня рождения Анны Ахматовой. Программа «Книжное казино» на радио «Эхо Москвы» 12 июля 2009 года. Ведущие: Ксения Ларина, Майя Пешкова. Участники: Михаил Ардов, Алла Марченко.
- Тамм Регина. 120-летие со дня рождения Анны Ахматовой (Интервью с Мариэттой Чудаковой) // Радио «Культура». — 23 июня 2009 года.
- Тименчик Роман. «Те, кто не понимает, что б/п — это беспартийный, пусть читают облегченную биографию Ахматовой» // OpenSpace.ru. — 23 июля 2009 года.
- Топоров Виктор. Полторы извилины // Взгляд.ру. — 6 июня 2005 года.
- Топоров Виктор. Ничего личного. Только счеты // Взгляд.ру. — 14 сентября 2007 года.
- Топоров Виктор. Тысячник и одна ночь // Город. — № 28. — 20 августа 2007 года.
- Топоров Виктор. Белеет парус одинокий. Тамара Катаева про Бориса Пастернака. Сучий язык // Частный Корреспондент. — 15 октября 2009 года.
- Топоров Виктор. Форматируя «Литературную матрицу» (4) // Частный Корреспондент. — 23 ноября 2010 года.
- Фанайлова Елена. Ответы на опрос OpenSpace.ru по поводу 120-летия Анны Ахматовой // OpenSpace.ru. — 23 июня 2009 года.
- Шохина Виктория. ААА: мифология вокруг // Частный Корреспондент. — 23 июня 2010 года.
- Шубинский Валерий. «Большая книга»: Алла Марченко. Ахматова: жизнь // OpenSpace.ru. — 24 ноября 2009 года.
- Юрьев Олег. Комментарий к записи в ЖЖ Дмитрия Кузьмина. 31 июля 2008 года.